# 王元均
王元均（1996年3月14日—），臺灣臺北市人，國立清華大學經濟系畢業，現為臺灣棋院職業九段圍棋棋士，師從林聖賢八段。2013年奪下棋王賽、海峰盃、十段賽三大頭銜首度拿下年度獎金排名第一，並以17歲的年紀成為歷來最年輕的「棋王」頭銜者。2017年7月挑戰十段賽成功，成為「四冠王」(棋王、天元、十段、中環碁聖)，刷新個人紀錄。2018年7月在第5屆「國手山脈盃世界最強戰」獲得亞軍，距離國際賽冠軍僅一步之遙，創下個人職業生涯最佳成績。

## 主要戰績
- 2008年臺灣棋院入段
- 2009年第一屆海峰盃四強、第一屆思源盃亞軍
- 2010年張栩盃G13冠軍、第三屆碁聖賽亞軍
- 2011年第二屆思源盃亞軍、第一屆世界智力精英運動會台灣代表(參加男團項目，得第四名)
- 2012年第三屆思源盃亞軍、第七屆應氏盃世界職業圍棋錦標賽臺灣代表、第四屆海峰盃亞軍、第八屆[王座賽]]亞軍(0比3挑戰失利)、第二屆台北市中正盃冠軍
- 2012年度勝局數第一(69勝26負)
- 2013年第五屆海峰盃冠軍、第一屆基聖賽亞軍、第四屆思源盃亞軍、第六屆棋王賽冠軍(4比1挑戰成功)、第三屆十段賽冠軍(2比1挑戰成功)、第三屆世界智力精英運動會台灣代表(參加男團和混雙項目，男團得銅牌，混雙和黑嘉嘉搭檔奪下銀牌)
- 2013年度獎金排名、勝局數、勝率均拿下第一
- 2014年第二屆百靈愛透盃世界圍棋公開賽臺灣代表、第十屆春蘭盃世界職業圍棋錦標賽臺灣代表、第六屆海峰盃四強、「2014金立智能手機杯兩岸冠軍爭霸賽」台灣代表(負柁嘉熹、羋昱廷、唐韋星，得第四名)、2014『福蔭杯』國際新銳圍棋對抗賽台灣代表、第四屆十段賽亞軍(0比2衛冕失利)、第十四屆東鋼盃冠軍、第四屆台北市中正盃冠軍、第七屆棋王賽冠軍(4比0衛冕成功)、第十屆國手賽亞軍(0比3挑戰失利)
- 2014年度勝局數、勝率第一，獎金排名第二
- 2015年第七屆海峰盃亞軍、「2015金立智能手機杯兩岸冠軍爭霸賽」台灣代表(負古力、柯潔，勝唐韋星，得第三名)、第十四屆天元賽冠軍(4比3挑戰成功)、第三屆中環基聖賽亞軍、第八屆棋王賽亞軍(3比4衛冕失利)、第八屆應氏盃世界職業圍棋錦標賽臺灣代表
- 2015年度獎金排名第一
- 2016年第八屆應氏盃16強(16強賽以1點之差敗給當時世界排名第一的柯潔九段)、第一屆新奧杯世界圍棋公開賽台灣代表、第十五屆天元賽冠軍(4比2衛冕成功)、第三屆「國手山脈盃」團體賽台灣代表、第四屆中環基聖賽冠軍、第九屆棋王賽冠軍(4比2挑戰成功)
- 2016年度獎金排名、勝率第一，勝局數第二
- 2017年第十四屆倡棋盃台灣代表、第九屆海峰盃亞軍、第十六屆天元賽冠軍(4比0衛冕成功)、「2017金立智能手機杯兩岸冠軍爭霸賽」台灣代表(負黨毅飛，首輪敗退)、第六屆十段賽冠軍(3比2挑戰成功)、第四屆「國手山脈盃」團體賽台灣代表、2017『福蔭杯』國際新銳圍棋對抗賽台灣代表、「第二屆國際智力運動協會IMSA精英運動會」台灣代表(參加男團、混雙項目，男團獲得銅牌，混雙第四名)、第十屆棋王賽亞軍(3比4衛冕失利)
- 2017年度獎金排名、勝率第一
- 2018年「WGC杯最強棋士決定戰」台灣代表(首輪負山下敬吾)、「第四屆百靈杯世界圍棋錦標賽」台灣代表(負申真諝，首輪敗退)、第十七屆天元賽冠軍(4比2衛冕成功，達成天元四連霸)、第五屆「國手山脈世界圍棋最強戰」亞軍(勝朴永訓、范胤、金志錫，決賽負朴廷桓[1])、第七屆十段賽亞軍(1比3衛冕失利)、獲第23屆三星杯外卡，止步32強小組賽(勝曾富康，兩負柯潔)、第一屆「天府盃」世界圍棋錦標賽台灣代表(首輪負山下敬吾)、2018『福蔭杯』國際新銳圍棋對抗賽台灣代表、第十四屆國手賽冠軍(3比0挑戰成功)
- 2018年度獎金排名第一
- 2019年第十一屆海峰盃亞軍、第三屆「國際智力運動協會IMSA精英運動會」台灣代表(參加男團、混雙項目)、第十八屆天元賽亞軍(2比4衛冕失利)、第六屆「國手山脈盃世界圍棋最強戰」台灣代表(首輪負申旻埈)、第四屆「MLILY夢百合杯」世界圍棋公開賽台灣代表(首輪勝吳宥珍，次輪負許嘉陽)、2019『福蔭杯』國際新銳圍棋對抗賽台灣代表、第十五屆國手賽亞軍(0比3衛冕失利)、第十二屆棋王賽冠軍(4比3挑戰成功)
- 2019年度獎金排名第二
- 2020年第十九屆天元賽 冠軍(4比0挑戰成功)、第二十五屆「LG盃世界棋王戰」台灣代表(首輪負申旻埈)、第一屆聯電盃職業圍棋賽 亞軍(決賽2比4失利)、第一屆UMC聯電盃快棋爭霸戰 冠軍（決賽2比0獲勝）、第十三屆棋王賽亞軍(1比4衛冕失利)
- 2020年度獎金排名、勝率第二
- 2021年第二十屆天元賽 冠軍(4比2衛冕成功)、第二屆名人冠軍賽亞軍（決賽1比4失利）、第二屆聯電盃職業圍棋賽 冠軍(決賽4比2挑戰成功)、第26屆「三星杯」台灣代表(負李東勛，首輪敗退)、第七屆「國手山脈盃世界圍棋最強戰」台灣代表(首輪負申真諝)、第九屆中環基聖賽冠軍
- 2021年度勝局數第一，獎金排名、勝率第二
- 2022年第二十一屆天元賽 亞軍(1比4衛冕失利)、第二十七屆「LG盃世界棋王戰」台灣代表(首輪勝元晟溱，次輪負芝野虎丸)、第八屆「國手山脈盃世界圍棋最強戰」台灣代表(首輪負姜東潤)、第三屆聯電盃職業圍棋賽 亞軍(2比4衛冕失利)、第三屆快棋爭霸戰 亞軍(決賽0比2失利)
- 2022年度獎金排名第二
- 2023年第十五屆海峰盃冠軍、第十三屆十段賽季軍、代表中華台北參加第19屆杭州亞運會圍棋男子團體項目，獲第四名。
- 2024年第十屆應氏盃世界職業圍棋錦標賽臺灣代表(首輪負一力遼)、第十四屆十段賽季軍、第一屆南洋盃世界圍棋大師賽台灣代表(首輪負王星昊)

## 升段紀錄
- 2007年社會組第2名(11勝4敗)晉升職業初段
- 2009年5月31日晉升職業二段
- 2010年5月13日晉升職業三段
- 2011年8月13日晉升職業四段
- 2012年7月31日晉升職業五段
- 2013年7月30日晉升職業六段
- 2013年12月26日晉升職業七段(因獲棋王頭銜)[2]
- 2016年11月29日晉升職業八段
- 2018年11月18日晉升職業九段（追認第五屆國手山脈世界圍棋最強戰亞軍）

## 學歷
- 2008年畢業於萬芳國小
- 2011年畢業於景美國中
- 2014年畢業於麗山高中
- 2015年因錄取清大「特殊選材--拾穗計畫」進入國立清華大學大一不分系就讀[3]，後來選擇經濟系[4]，於2019年畢業[5]。

## 背景
王元均出生於臺灣臺北市，家裡成員有父親、母親及一位弟弟。父親是眼科醫師，母親任教於臺北市立建國高級中學。王元均六歲開始學圍棋，十一歲成為職業棋士，至今共獲得23座國內賽冠軍(含非正式棋戰)。他是台灣棋士當中，少數學業與圍棋兼顧的人，因此他未來的發展是很多後輩棋士參考的指標。他能在短短幾年內竄起，是受益於網路對弈平台(他是台灣職業棋手中網路對弈數量最多者)，以及和大陸棋士的頻繁交流。

## 外部連結
- 台灣棋院「王元均」 （页面存档备份，存于）
- 海峰棋院「王元均」 （页面存档备份，存于）
- 王元均的粉絲專頁